# Landtag des Freistaates Schaumburg-Lippe
Der Landtag des Freistaates Schaumburg-Lippe ist ein historisches Parlament und war von 1919 bis 1933 die Legislative des Freistaates Schaumburg-Lippe.

## Rechtsgrundlage und Aufbau
Gemäß Abschnitt III der Verfassung des Freistaates Schaumburg-Lippe vom 24. Februar 1922 bestand der Landtag aus 15 Abgeordneten, die nach dem Grundsatz der Verhältniswahl für eine Dauer der Wahlperiode von drei Jahren gewählt wurden. Mindestalter für das aktive Wahlrecht waren 21 Jahre und für das passive Wahlrecht 28 Jahre.
Seine Aufgaben waren die Gesetzgebung, die Überwachung der Staatsführung und Verwaltung, die Wahrnehmung des Budgetrechtes, die Wahl der Landesregierung sowie gegebenenfalls der Ministeranklage.
Rechtsgrundlage für die Wahl des Landtags war das Landeswahlgesetz vom 25. Februar 1922.
Mit dem Gesetz über den Neuaufbau des Reichs vom 30. Januar 1934 wurde das Landesparlament aufgelöst. Nach dem Zweiten Weltkrieg wurde anstelle des Freistaates Schaumburg-Lippe das Land Niedersachsen errichtet. Dessen Landtag übernahm die Funktionen der Landtage der Vorgängerländer.

## Sitz des Landtages
Der Landtag tagte in der Hauptstadt Bückeburg im einstigen Ministerialgebäude. Nach dem Zweiten Weltkrieg wurde bis zum Aufgehen im neuen Land Niedersachsen kein Landtag mehr geschaffen. In dem Gebäude, in dem einst Regierung und Parlament von Schaumburg-Lippe ihren Sitz hatten, arbeiten seither das Landgericht Bückeburg und der Niedersächsische Staatsgerichtshof. Das Verfassungsgericht tagt heute im einstigen Plenarsaal des Schaumburg-Lippischen Landtages.

## Landtagswahlen

### Landtagswahl 1919
Am 16. Februar 1919 erfolgte die Wahl zum 1. Landtag.
- SPD: 8
- Sonst.: 2
- DDP: 2
- DVP: 1
- DNVP: 2

| Landtagswahl 1919            | Landtagswahl 1919 | Landtagswahl 1919 | Landtagswahl 1919   |
| Partei                       | Stimmanteil in %  | Sitze             | Veränderung (Sitze) |
| ---------------------------- | ----------------- | ----------------- | ------------------- |
| SPD                          | 54,08 %           | 8 Sitze           |                     |
| DDP                          | 15,82 %           | 2 Sitze           |                     |
| Deutschnationale Volkspartei | 11,01 %           | 2 Sitze           |                     |
| Parteilose                   | 9,11 %            | 2 Sitze           |                     |
| Deutsche Volkspartei         | 5,94 %            | 1 Sitz            |                     |

An 100 % fehlende Stimmen = nicht im Landtag vertretene Wahlvorschläge
Liste der Mitglieder des Landtages (Freistaat Schaumburg-Lippe) (1. Wahlperiode)

### Landtagswahl 1922
Am 23. April 1922 erfolgte die Wahl zum 2. Landtag.
- USPD: 1
- SPD: 7
- Sonst.: 2
- DDP: 1
- DVP: 2
- DNVP: 2

| Landtagswahl 1922                          | Landtagswahl 1922 | Landtagswahl 1922 | Landtagswahl 1922   |
| Partei                                     | Stimmanteil in %  | Sitze             | Veränderung (Sitze) |
| ------------------------------------------ | ----------------- | ----------------- | ------------------- |
| SPD                                        | 43,91 %           | 7 Sitze           | − 1 Sitz            |
| Deutsche Volkspartei                       | 14,63 %           | 2 Sitze           | + 1 Sitz            |
| Landbund                                   | 7,89 %            | 1 Sitz            | + 1 Sitz            |
| Handwerkerbund                             | 7,34 %            | 1 Sitz            | + 1 Sitz            |
| USPD                                       | 6,60 %            | 1 Sitz            | + 1 Sitz            |
| Deutschnationale Volkspartei – Landliste   | 6,58 %            | 1 Sitz            | − 1 Sitz            |
| DDP                                        | 4,91 %            | 1 Sitz            | − 1 Sitz            |
| Deutschnationale Volkspartei – Bürgerliste | 3,62 %            | 1 Sitz            | − 1 Sitz            |

An 100 % fehlende Stimmen = nicht im Landtag vertretene Wahlvorschläge
Liste der Mitglieder des Landtages (Freistaat Schaumburg-Lippe) (2. Wahlperiode)

### Landtagswahl 1925
Am 3. Mai 1925 erfolgte die Wahl zum 3. Landtag.
- SPD: 7
- Sonst.: 1
- DDP: 1
- EL: 6

| Landtagswahl 1925                   | Landtagswahl 1925 | Landtagswahl 1925 | Landtagswahl 1925   |
| Partei                              | Stimmanteil in %  | Sitze             | Veränderung (Sitze) |
| ----------------------------------- | ----------------- | ----------------- | ------------------- |
| SPD                                 | 45,43 %           | 7 Sitze           | ± 0 Sitze           |
| Einheitsliste (DVP, DNVP, Landbund) | 34,38 %           | 6 Sitze           | + 2 Sitze           |
| Handwerkerbund                      | 8,40 %            | 1 Sitz            | ± 0 Sitze           |
| DDP                                 | 7,23 %            | 1 Sitz            | ± 0 Sitze           |

An 100 % fehlende Stimmen = nicht im Landtag vertretene Wahlvorschläge
Liste der Mitglieder des Landtages (Freistaat Schaumburg-Lippe) (3. Wahlperiode)

### Landtagswahl 1928
Am 29. April 1928 erfolgte die Wahl zum 4. Landtag.
- SPD: 8
- Sonst.: 2
- DDP: 1
- DVP: 1
- DNVP: 3

| Landtagswahl 1928 | Landtagswahl 1928 | Landtagswahl 1928 | Landtagswahl 1928   |
| Partei            | Stimmanteil in %  | Sitze             | Veränderung (Sitze) |
| ----------------- | ----------------- | ----------------- | ------------------- |
| SPD               | 49,20 %           | 8 Sitze           | + 1 Sitz            |
| DNVP              | 16,61 %           | 3 Sitze           | nicht darstellbar   |
| DVP               | 8,56 %            | 1 Sitz            | nicht darstellbar   |
| DDP               | 7,22 %            | 1 Sitz            | ± 0 Sitze           |
| Handwerkerbund    | 7,22 %            | 1 Sitz            | ± 0 Sitze           |
| Nationaler Block  | 6,78 %            | 1 Sitz            | + 1 Sitz            |

An 100 % fehlende Stimmen = nicht im Landtag vertretene Wahlvorschläge
Liste der Mitglieder des Landtages (Freistaat Schaumburg-Lippe) (4. Wahlperiode)

### Landtagswahl 1931
Am 3. Mai 1931 erfolgte die Wahl zum 5. Landtag.
- KPD: 1
- SPD: 7
- DStP: 1
- DVP: 1
- DNVP: 1
- NSDAP: 4

| Landtagswahl 1931 | Landtagswahl 1931 | Landtagswahl 1931 | Landtagswahl 1931   |
| Partei            | Stimmanteil in %  | Sitze             | Veränderung (Sitze) |
| ----------------- | ----------------- | ----------------- | ------------------- |
| SPD               | 44,59 %           | 7 Sitze           | − 1 Sitz            |
| NSDAP             | 26,94 %           | 4 Sitze           | + 4 Sitze           |
| DNVP              | 10,13 %           | 1 Sitz            | − 2 Sitze           |
| KPD               | 6,39 %            | 1 Sitz            | + 1 Sitz            |
| DVP               | 5,52 %            | 1 Sitz            | ± 0 Sitze           |
| DStP              | 5,12 %            | 1 Sitz            | ± 0 Sitze           |

An 100 % fehlende Stimmen = nicht im Landtag vertretene Wahlvorschläge
Liste der Mitglieder des Landtages (Freistaat Schaumburg-Lippe) (5. Wahlperiode)

## Reichstagswahl 1933
Nach der Reichstagswahl vom 5. März 1933 wurde der 8. Landtag aufgrund des Gleichschaltungsgesetzes analog zu diesem Wahlergebnis neu gebildet.
- SPD: 5
- Sonst.: 1
- NSDAP: 6

| Reichstagswahl 1933         | Reichstagswahl 1933 | Reichstagswahl 1933 | Reichstagswahl 1933 |
| Partei                      | Stimmanteil in %    | Sitze               | Veränderung (Sitze) |
| --------------------------- | ------------------- | ------------------- | ------------------- |
| NSDAP                       | 43,36 %             | 6 Sitz              | + 2 Sitze           |
| SPD                         | 39,07 %             | 5 Sitze             | − 2 Sitze           |
| Kampffront Schwarz-Weiß-Rot | 7,79 %              | 1 Sitz              | ± 0 Sitze           |

An 100 % fehlende Stimmen = nicht im Landtag vertretene Wahlvorschläge
Liste der Mitglieder des Landtages (Freistaat Schaumburg-Lippe) (6. Wahlperiode)

## Präsidenten des Landtages
- 1919–1923 Heinrich Zwitzers (DVP)
- 1922–1933 Erwin Loitsch (SPD)
- 1933 Eberhard Schade (NSDAP)